# Rifugio Valcaira
Il rifugio Valcaira - Ezio Arduino è un rifugio delle Alpi Liguri, situato a 2010 m di quota nell'alta val Tanaro, in comune di Ormea.

## Caratteristiche
Il rifugio è stato costruito dai soci della sezione di Ormea del Club Alpino Italiano, ed inaugurato nel 1977. La prima costruzione era composta da un unico locale parte per la cucina e parte per il dormitorio. 
Venne poi completamente ristrutturato nel 1985, aggiungendo un nuovo locale usato come cucina e soggiorno, quello preesistente venne mantenuto come dormitorio. Successivamente furono inseriti il bagno e il ricovero sempre aperto. Nell'agosto del 2017 il rifugio è stato intitolato a Ezio Arduino, presidente della sezione del CAI di Ormea deceduto in montagna per un incidente sul lavoro.
Si trova nella località Costa Valcaira, a ovest dell'abitato di Chionea, frazione del comune di Ormea (CN); a poca distanza dal Pizzo d'Ormea.
È una costruzione in muratura di pietrame a un piano. Dispone di 18 posti letto, in una camera con tavolato su 3 piani, con bagno interno, e di 3 posti in ricovero di emergenza sempre aperto. La zona soggiorno-cucina è attrezzata con stoviglie, posate, bicchieri, lavandino, piano cottura a gas e mobiletti vari. 
Il rifugio è attrezzato con una centralina idroelettrica che produce corrente tutto l'anno, consentendone il riscaldamento continuo e l'illuminazione quando serve. Nella cucina-soggiorno è anche disponibile una stufa a legna in caso di freddi intensi.

## Accesso
Prenotazioni e ritiro delle chiavi: https://caiormea.it/il-rifugio-valcaira/
Dall'abitato di Chionea si segue la mulattiera che si arrampica a destra verso l'omonimo colle. Da qui parte un sentiero che seguendo la cresta, spesso sul versante sinistro, in pochi tratti su quello destro, in circa 2 ore e 30 minuti conduce al rifugio. Il sentiero è segnalato con le tacche bianco-rosse del CAI.
Dall'abitato di Quarzina, raggiungibile in auto continuando oltre la strada provinciale di Aimoni, si prosegue su strada sterrata fino all'altopiano della Colma e poi si continua lungo la dorsale che porta al Pizzo di Ormea fino al Pian degli Archetti (fontana), poi si devia a destra (segnale) e in falsopiano si giunge in 2.30 al rifugio.

## Ascensioni
- Pizzo d'Ormea - 2478 m
- Bric Conolia - 2521 m
- Monte Mongioie - 2630 m

## Traversate
- al rifugio Mongioie - 1520 m
- al bivacco Cavarero - 2180 m nella conca Revelli
- al rifugio Manolino - 1638 m